# Автобиография африканской принцессы
Автобиография африканской принцессы (англ. The Autobiography of an African Princess) — книга, опубликованная в 2013 году международным научным книжным издательством Palgrave Macmillan в Нью-Йорке. В ней рассказывается о ранних годах (1912—1946) жизни Фатимы Массаквы, потомка королевских семей Галлинов из Сьерра-Леоне и Либерии, о раннем детстве в Африке, учёбе в Германии и Швейцарии, а также университете в США.

## Предыстория
Массаква впервые приступила к рассказу о своей жизни в 1939 году, изучая социальную психологию в Университете Фиска в Нэшвилле, штат Теннесси. Китайский учёный Бингем Дай дал ей задание при подготовке одного из проектов в классе — описать свою жизнь. Профессор Марк Ханна Уоткинс, с которым она работала над лингвистическими исследованиями в 1943 году, побуждал её продолжить работу.
Книга продолжает литературную традицию описания необычных жизненных историй, повествующих о необыкновенный событиях, сопровождавших автора от детства до совершеннолетия, которые иллюстрируют годы становления личности, её самобытность, богатство и разнообразие. Автобиография африканской принцессы вышла из-под пера не одного известного литератора Африки. Она была отредактирована дочерью Фатимы Вивиан Сетон в сотрудничестве с двумя известными историками Африки — адъюнкт-профессором истории и директором африканских исследований в университете Святого Иоанна, специалистом по истории письменности и традиций в Африке Конрадом Тучером (англ. Konrad Tuchscherer) и профессором истории Университета штата Вирджиния, специалистом по истории Сьерра-Леоне Артуром Абрахамом (англ. Arthur Abraham).
Когда книга была опубликована, выяснилось, что это единственный в своём роде рассказ африканской женщины о жизни, прожитой на трех континентах и описывающий всё: от взглядов инсайдеров на традиционную жизнь и общество в Африке до интенсивного расизма в других частях мира.
Конрад Тучер отмечает: «В книге она говорит сама за себя и в то же время в ней слышен голос африканских женщин, а также невероятные события, которые она пережила. Эта книга бросает вызов некоторым общепринятым образцам мышления. „Африканская принцесса“ отразила уникальную точку зрения и свой опыт образованной чернокожей женщины в Америке».
В последней главе, написанной в 1946 году, Массаква размышляет о жизни в Соединённых Штатах:
В этой огромной стране есть всё — и добро, и зло. В нём есть мужчины и женщины, которые могут быть настолько же эгоистичными, насколько добрыми. Вспоминая Гёте, можно сказать: «где ярче свет — там тени гуще». И несмотря на всё это, свобода здесь несравнима; удивительно, что негр может быть линчёван, но негр может также стоять на сцене и петь «Моя страна, это о тебе». У Соединённых Штатов есть чему поучиться, если вы сможете снять лак с поверхности и увидеть натуральное, а не гнилое дерево.

## Содержание
Фатима Массаква задокументировала свой жизненный опыт между 1939 и 1946 годами, который она получила в Африке, Европе и Америке. Редакция и посмертная публикация автобиографии Фатимы произошла почти через семьдесят лет после того, как был завершён первоначальный вариант. Она подробно и красочно описала свои жизненные ситуации и связанные с ними переживания, включая столкновения с расизмом, сексизмом и неравным положением женщины в обществе, где доминируют мужчины, как в Африке, так и Европе, и Северной Америке.
Фатима прожила большую часть своей жизни за пределами страны, прежде чем она вернулась в Либерию в 1946 году. Её необыкновенная история жизни обогащена опытом специалистов, чьи знания истории, культуры и языков коренных народов Сьерра-Леоне и Либерии придают автобиографии богатую историческую и этнолингвистическую структуру, которая выделяет книгу в ряду биографий, рассказанных как история жизни. Общая мысль, проходящая через всю историю — это способность Фатимы жить полноценной жизнью, принимая, как триумфы, так и разочарования.
Для того чтобы книга была более доступна и для более комфортного чтения сложное и насыщенное событиями повествование разделено на три части, каждая из которых представляет решающий этап.
Первая часть рассказа состоит из глав с 1 по 9, которые описывают период с 1904 по 1922 годы — младенчество в южной части Сьерра-Леоне, раннее детство и подростковый возраст в Либерии. Во второй части в главах с 10 по 15 основное внимание уделяется годам с 1922 по 1936-й, где она делится своим опытом молодой африканки, жившей в Гамбурге в то время, когда её отец Момолу Массаква был генеральным консулом Либерии в Германии. Фатиме как африканской женщине пришлось смириться с суровыми реалиями расизма и сексизма в Германии, сформированных под влиянием нацистской идеологии и «арийских» расистских верований, распространённых в стране. Чувствуя, что это может привести к неприятной ситуации, с которой будет трудно справиться, друзья её отца помогли Фатиме эмигрировать в Соединённые Штаты в 1936 году. Там она получила высшее образование в Университете Фиск в Нашвилле, штат Теннесси и вновь столкнулась лицом к лицу с неравенством: Джимкроуизмом и расовой сегрегацией, которые олицетворял в то время юг. В третьей части повествования, в главах c 16 по 19-ю, речь идёт о жизни в Соединённых Штатах с 1936 по 1946 год, перед тем, как она решила возвратиться в Либерию.
Сильной стороной автобиографии является искренний и честный рассказ даже о самых тревожных личных переживаниях, например, таких как травма, которую Фатима получила из-за неосторожности своей мачехи, что делает книгу захватывающей и интересной. Более широкое полотно африканской культурной и этнолингвистической истории, на фоне которой идёт рассказ, богато содержанием и хорошо организовано на страницах книги. Это произошло благодаря вмешательству двух специалистов, чьи следы легко обнаружить в скрупулёзном изложении устных традиций — песнях, фольклоре, пословицах и обычаях, придающих книге особый характер: выразительность и качественное изложение. К тому же люди, очень хорошо знавшие Фатиму, существенно дополнили её рассказ.
Дочь Вивиан публикацией автобиографии исполнила желание своей матери — «увидеть свою историю принесённой в мир». Точно так же, как и племянник Фатимы, Ханс Дж. Массаква, журналист и бывший редактор журнала Ebony, выступивший со своей собственной публикацией под названием «Предназначение свидетеля: я выросла чёрной в нацистской Германии» (англ. Destined to Witness: Growing Up Black in Nazi Germany). Вместе с погружением в автобиографию африканской принцессы читатель совершает необыкновенное трансатлантическое путешествие из сельского городка Гендема в Сьерра-Леоне в Монровию, Европу и США. В книге перед ним проходят города: Гамбург в Германии, Женева в Швейцарии, Теннесси в Соединенных Штатах и Монровия. Во время этого путешествия местный колорит в виде истории, культуры, языка и личные ценности автора пересекаются с тёмной стороной человеческой природы, которая нашла своё выражение в сексизме и этноцентризме, а также расовом фанатизме — нацизме и Джимкроуизме.